# ماه عسل (فیلم ۲۰۱۴)
«ماه عسل» (انگلیسی: Honeymoon (2014 film)) فیلمی در ژانر ترسناک است که در سال ۲۰۱۴ منتشر شد.

## داستان
«پاول» و «بی» زوج جوانی هستند که برای ماه عسل به کلبه خانوادگی بی در یک منطقه جنگلی میروند. همه چیز بسیار خوب پیش‌ میرود تا اینکه یک شب پاول، از خواب بیدار میشود و متوجه میشود که بی در تختخوابش نیست. پس از جستجو بی را گیج و سرگردان و برهنه در جنگل پیدا میکند. پاول به شدت نگران میشود ولی بی به او اطمینان میدهد که این تنها یک خوابگردی ساده بوده است. با این حال از صبح روز بعد رفتار بی به تدریج تغییر میکند و این مسئله پاول را مضطرب میکند....

## بازیگران
| بازیگر     | نقش                 |
| ---------- | ------------------- |
| رز لزلی    | بی(بئاتریکس/تریکسی) |
| هری ترداوی | پاول                |
| بن هابر    | ویل                 |
| هانا براون | آنی                 |